# Odzalana villiersi
Odzalana villiersi är en insektsart som beskrevs av Rauno E. Linnavuori 1969. Odzalana villiersi ingår i släktet Odzalana och familjen dvärgstritar. Inga underarter finns listade i Catalogue of Life.